# Ding Dong, Ding Dong
«Ding Dong, Ding Dong» — песня Джорджа Харрисона, вышедшая в виде сингла 6 декабря 1974 года на лейбле Apple Records. 20 декабря 1974 года песня также вышла на альбоме Dark Horse.
В Великобритании и других странах Европы «Ding Dong» стала единственным синглом альбома, в США она была выпущена вторым синглом после «Dark Horse». На стороне «Б» британского издания помещена песня «I Don’t Care Anymore», в которой Харрисон выразил свою усталость и разочарование от длительной судебной битвы из-за авторских прав на песню «My Sweet Lord».
Некоторые биографы Харрисона считают, что «Ding Dong» была попыткой повторить успех двух других гимнов глэм-рока, ставших популярными в рождественский сезон 1973–74 годов: «Merry Xmas Everybody» группы Slade и «I Wish It Could Be Christmas Everyday» группы Wizzard. Песня часто проигравалась на радио, однако достигла лишь умеренного успеха: в США сингл поднялся до 36-й позиции, в Великобритании — до 38-й, а в Германии — до 31-й.

## О песне
Текст песни Джордж Харрисон позаимствовал большей частью с настенных надписей в своём поместье XIX века Фрайар-парк, которое он приобрёл в январе 1970 года. Говоря о времени, затраченном на её создание, авторы Чип Мадингер и Марк Истер описывают «Ding Dong» как «самую быструю песню», которую Харрисон когда-либо написал.

  Как-то я сидел у камина, наигрывал на гитаре, поднимаю взгляд на стену — а там, на дубовой панели, вырезаны эти слова... Я подумал: «Боже, мне понадобилось четыре года, чтобы понять, что это песня»... Фрайар Парк полон таких удивительных надписей повсюду.     
— Джордж Харрисон о том, что вдохновило его на создание «Ding Dong, Ding Dong»
Строку Ring out the old, ring in the new («Прощай старое, здравствуй новое») он взял из резьбы слева от камина, а Ring out the false, ring in the true («Прощай ложь, здравствуй правда»)  — из надписи справа. В своей автобиографии 1980 года I, Me, Mine Харрисон приписывает авторство этих строк английскому поэту Теннисону.
Слова для средней части — Yesterday, today was tomorrow / And tomorrow, today will be yesterday (Вчера «сегодня» было завтра / А завтра «сегодня» станет вчера) — Харрисон обнаружил вырезанными в камне вокруг двух одинаковых окон в садовом здании. Остальные строки в «Ding Dong» — это само название песни, повторяющееся четыре раза и служащее припевом. 
Исполненный в подражание звону часов, припев придаёт композиции очевидную новогоднюю тематику. Харрисон позже описывал песню как «очень оптимистичную» и говорил: «Вместо того, чтобы застревать в рутине, всем следует попробовать отпустить старое и принять новое... Люди постоянно поют об этом, но крайне редко применяют это к своей жизни». Повторяющийся рефрен «Прощай старое, здравствуй новое» трактуется как попытка Харрисона дистанцироваться от своего прошлого как участника The Beatles, а также как прощание с первым браком, с Патти Бойд. Как и на большей части альбома Dark Horse, вокал Харрисона на этой записи был затруднён из-за проблем с горлом. Песня была записана в его домашней студии FPSHOT (акроним от Friar Park Studio, Henley-on-Thames) в Фрайар Парк, а в записи приняли участие Гэри Райт (фортепиано); Мик Джонс, Алвин Ли и Рон Вуд на гитарах, Клаус Форман на бас-гитаре, Ринго Старр и Джим Келтнер на ударных и Том Скотт на духовых инструментах.
После выхода песня получила неблагоприятные отзывы от многих музыкальных критиков, в то время как другие посчитали её музыкальную и лирическую простоту положительным фактором для современного поп-хита. Впервые для своего сингла Харрисон снял промо-видео, в котором он «тряхнул стариной», появившись в типичном битловском костюме и сыграв на двенадцатиструнной гитаре Rickenbacker. Видеоклип включён в DVD восьмидискового бокс-сета Харрисона Apple Years 1968–75, выпущенного в сентябре 2014 года.